# リザードリック
リザードリック（英語: Lizard Lick）は、アメリカ合衆国ノースカロライナ州ウェイク郡の非法人コミュニティ。非公式な統計によると人口は1,300人（2008年推定）。珍しい地名に頻繁に挙げられている。
リザードリックは州都ローリーから東に約32マイル (51 km)のノースカロライナ州道97号線とリザードリック・ロードの交差点に位置する。

## 名称
ノースカロライナ州の歴史家ウィリアム・S・パウエルによると、「通りすがりの観察者が、柵の上でたくさんのトカゲが日光浴をしたり、体を舐めたりしているのを見た」ことに由来すると述べている。

## メディアでの扱い
1998年3月、NINTENDO 64用ゲームソフト『ヨッシーストーリー』がアメリカ合衆国で発売される際、発売イベントがリザードリックで開催された。イベントを企画したPRコンサルタントのデレク・アンドラーデによると、ヨッシーの舌を伸ばす能力から開催候補地にはリザードリックとフレンチリックが挙げられていたが、ヨッシーがトカゲと関連のある恐竜であったことからリザードリックが選ばれた。イベントは報道機関が報道した任天堂製品史上最大のイベントとなり、ABCワールドニュース、CBSイブニングニュース、トゥデイなど国内外の報道機関が集まった。
2009年9月、リザードリックはtruTVで放送されたリアリティ番組『Lizard Lick Towing』の舞台となった。主役のロニー・シャーリーと妻のエイミーは最初ABCの『Wife Swap』の出演オファーが来ていたがこれを断り、番組のプロデューサーが別の制作会社にシャーリー夫婦を紹介したことが出演のきっかけとなった。2人はレッカー業や葬儀屋を営む「リザードリック・トーイング・アンド・リカバリー」の共同経営者で、またエイミーは元パワーリフティング選手であった。彼らの会社に密着した『Lizard Lick Towing』は好評で、エピソード4まで制作された。

## 出身人物
- コニー・B・ゲイ（英語版） - カントリーミュージックの「創始者」